# 1942
1942 (MCMXLII) a fost un an obișnuit al calendarului gregorian, care a început într-o zi de joi.

## Evenimente

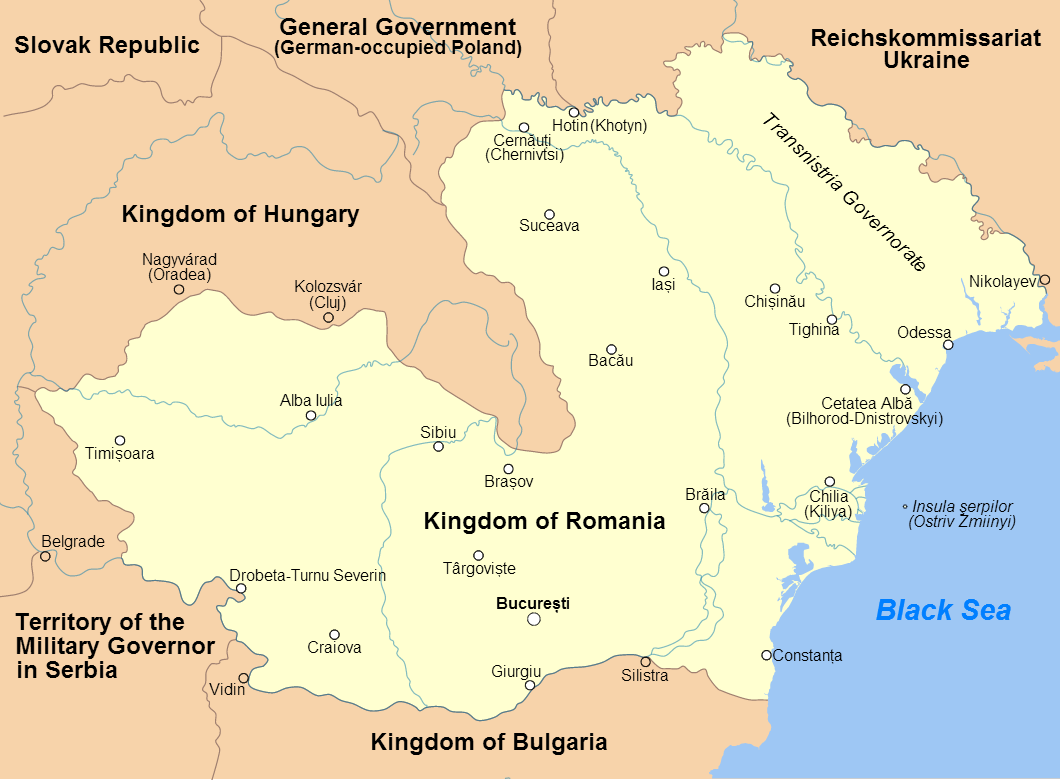
România în 1942

### Ianuarie
- 2 ianuarie: Al Doilea Război Mondial: Armata japoneză a ocupat Manila, Filipine.
- 11 ianuarie: Al Doilea Război Mondial: Japonezii capturează Kuala Lumpur.
- 19 ianuarie: Al Doilea Război Mondial: Trupele japoneze invadează Burma.
- 20 ianuarie: Al Doilea Război Mondial: Naziștii coordonează "soluția finală a problemei evreiești" la Conferința de la Wannsee.

### Februarie
- 11 februarie: Întâlnirea mareșalului Ion Antonescu cu Hitler la Cartierul general al acestuia din Prusia orientală. Conducătorului român i s-au dat asigurări că Germania nu va permite Ungariei și Bulgariei să atace România și i s-a cerut sporirea contribuției de război.
- 15 februarie: Al Doilea Război Mondial: Singapore se predă forțelor japoneze.
- 24 februarie: Inaugurarea postului de radio Vocea Americii, la Washington DC, Statele Unite.

### Martie
- 13 martie: Al Doilea Război Mondial: Primul transport de evrei ajunge la Belzec, al doilea lagăr al morții după Chelmno în care victimele sunt ucise pe loc.
- 15 martie: Al Doilea Război Mondial: Poliția ucraineană și forțele germane execută 145 de polonezi, 19 ucraineni, 7 evrei și 9 prizonieri de război sovietici în orășelul Koszyszce.
- 26 martie: Al Doilea Război Mondial: În Polonia, la Auschwitz ajung primele prizoniere femei.

### Aprilie
- 8 aprilie: Al Doilea Război Mondial: Polonezii necapturați alertează Londra privind gazarea evreilor la Chelmno de către naziști.

### Mai

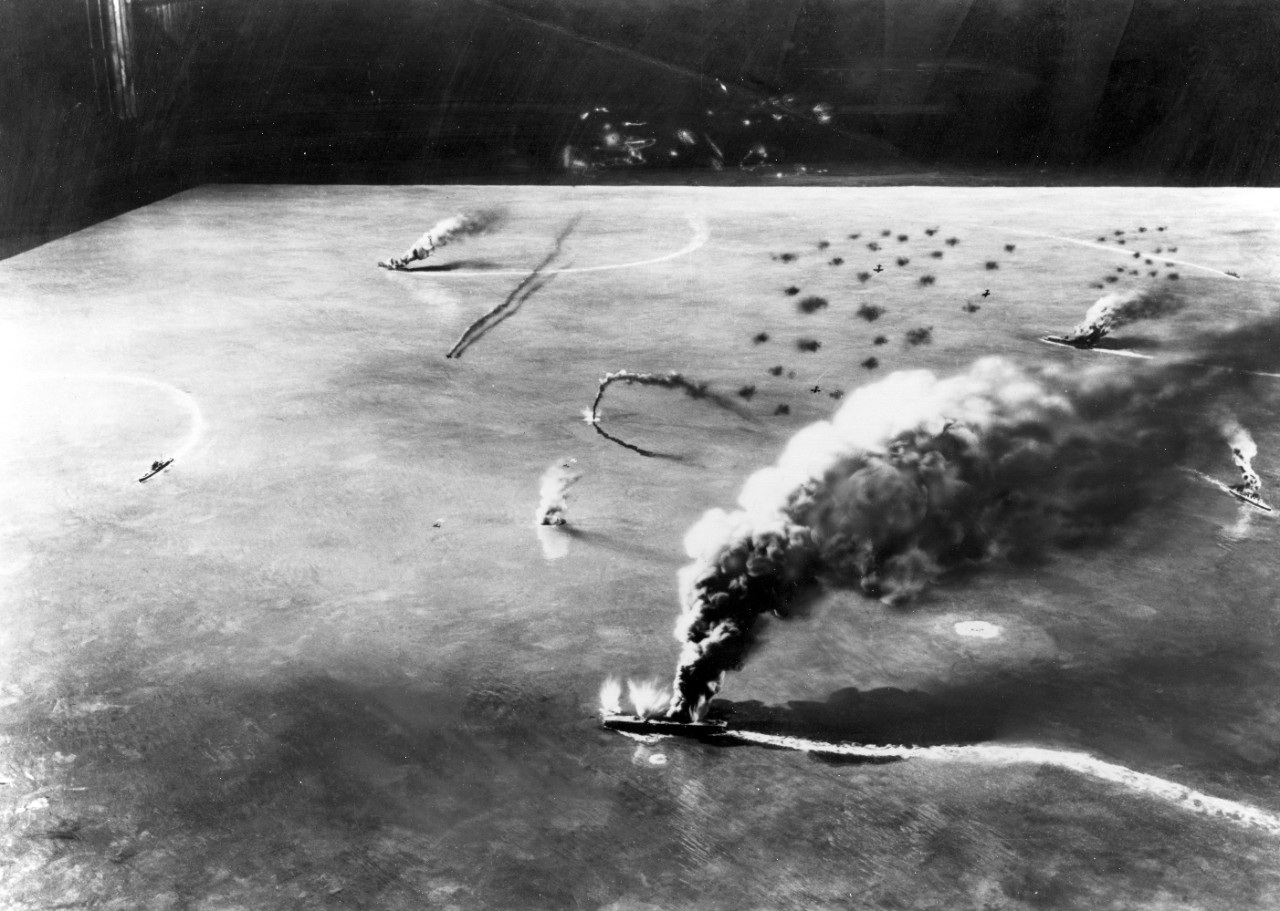
6 iunie: Bătălia de la Midway.

- 12 mai: Al Doilea Război Mondial: Prima gazare în masă, din lagărul de concentrare de la Auschwitz, în urma căreia au fost uciși 1.500 de evrei polonezi.
- 19 mai: Al Doilea Război Mondial: Poliția lituaniană execută 1.200 de polonezi în case și pe stradă pentru a revendica asasinarea a trei ofițeri ai Wehrmachtului de către partizanii sovietici.

### Iunie
- 4 iunie: Al Doilea Război Mondial: Victoria americană în bătălia aeronavală cu japonezii de la Midway.
- 9 iunie: Al Doilea Război Mondial: Sikorski amenință în discursul de la Londra că evreii din Polonia "sunt sortiți distrugerii în conformitate cu pronunțările naziste ale distrugerii evreilor indiferent de rezultatul războiului".
- 12 iunie: Viitoarea eseistă Anne Frank primește un jurnal la aniversarea de 13 ani.
- 22 iunie: Al Doilea Război Mondial: Sikorski îl îndeamnă pe Churchill să ia măsuri drastice împotriva cetățenilor germani din țările Aliate și să bombardeze la scară majoră ținte civile germane, în compensație pentru atrocitățile naziste
- 26 iunie: Al Doilea Război Mondial: BBC transmite că 700.000 de evrei au fost uciși de către naziști, bazându-se pe o informație de la polonezii necapturați aflați în Germania.
- 27 iunie: Al Doilea Război Mondial: Administratorul german al județului Przemysl, decretează că "fiecare ucrainean sau polonez care ajută la ascunderea unui evreu va fi împușcat pe loc".

### Iulie
- iulie: Al Doilea Război Mondial: Naziștii încep lichidarea ghetoului din Kremeneț. 15.000 de evrei sunt uciși.
- 1-27 iulie: Al Doilea Război Mondial: Prima bătălie de la El Alamein, Egipt, terminată cu victoria Aliaților.
- 7 iulie: Al Doilea Război Mondial: Consiliul Național polonez din Marea Britanie, cere raiduri împotriva Germaniei din partea Aliaților și îi condiționează spunând că în cazul unui refuz, vor retrage Trupele Aeriene poloneze din Aviația Regală și le va ordona să atace. Statele Unite și Marea Britanie refuză.
- 22 iulie: Miliția poloneză recomandă Aliaților să predea germanii din țările lor guvernului polonez în exil. Pentru fiecare polonez omorât, vor muri 100 de germani.
- 23 iulie: Al Doilea Război Mondial: Lagărul de exterminare Treblinka își începe operațiunea.
- 25 iulie: Al Doilea Război Mondial: Naziștii transportă 7.000 de evrei la Treblinka și mai apoi o rată de minimum 10.000 de persoane pe zi.

### August
- 9 august: Liderul indian, Mahatma Gandhi, este arestat în Bombay de forțele britanice.
- 10 august - 15 octombrie: Al Doilea Război Mondial: Un număr estimativ de 150.000 evrei sunt uciși de către germani și colaboratorii acestora în timpul lichidării ghetourilor din Wolyn.
- 22 august: Al Doilea Război Mondial: Brazilia declară război Germaniei și Italiei.

### Septembrie
- 12 septembrie: Al Doilea Război Mondial: Se formează armata poloneză în Irak din comandamente din Orientul Mijlociu și trupele militare poloneze evacuate de către URSS în Iran. În 1943, armata este transferată în Palestina în vederea pregătirii pentru campania italiană, iar al II-lea Corp polonez pleacă de aici în Europa.

### Octombrie
- 8 octombrie: Al Doilea Război Mondial: AK neutralizează 6 linii ferate din Varșovia folosite de germani ca metodele lor principale de transportare a militarilor către Frontul de Est, în URSS.
- 16 octombrie: Al Doilea Război Mondial: Germanii execută 50 de prizonieri ai închisorii Pawiak, după împușcarea a 43 prizonieri politici în despăgubire pentru liniile ferate.
- 16 octombrie: Taifun în India. Au decedat 40.000 de persoane.
- 23 octombrie - 3 noiembrie: Al Doilea Război Mondial: Începe a doua bătălie de la El Alamein, Egipt care se sfârșește cu victoria Aliaților.
- 24 octombrie: Al Doilea Război Mondial: Clubul Cafe, centrul de recreere german din Varșovia, este bombardat de către Gărzile Oamenilor, trupă poloneză, în despăgubire pentru execuția publică a celor 50 polonezi.

### Noiembrie
- 8 noiembrie: Al Doilea Război Mondial: Americanii se alătură britanicilor în războiul din Africa.
- 8 noiembrie: Al Doilea Război Mondial: Naziștii masacrează peste 70 de persoane din 22 de familii cu numele Trusiewicz și Domalewski pentru adăpostirea evreilor în Oborki, în apropiere de Luțk.
- 18 noiembrie: Al Doilea Război Mondial: Gestapo ucide 200 de polonezi într-o închisoare din Kazimierz Dolny.
- 19 noiembrie: Bătălia de la Stalingrad: Forțele rusești sub comanda generalului Gheorghi Jukov lansează operațiunea "Uranus", contraatacând și întorcând soarta bătăliei în favoarea trupelor sovietice.
- 22 noiembrie: Bătălia de la Stalingrad: Generalul german Friedrich Paulus îi trimite lui Adolf Hitler o telegramă spunând că armata a VI-a germană este înconjurată.

### Decembrie
- 4 decembrie: Al Doilea Război Mondial: Se formează Comitetul Zegota de către polonezii clandestini, dedicat cu solemnitate salvării evreilor. Mii de copii evrei vor fi ascunși în mănăstiri, în timp ce alți evrei sunt salvați de către polonezi, expuși la un risc major. Polonia devine singura țară unde întrajutorarea evreilor este pedepsită cu moartea.
- 6 decembrie: Al Doilea Război Mondial: SS închide 23 de polonezi, bărbați, femei și copii, într-o căsuță și un hambar, apoi îi arde de vii pentru suspiciunea de-a fi adăpostit evrei.
- 7 decembrie: Al Doilea Război Mondial: Germanii împușcă 96 de polonezi care locuiau în Bialka pentru adăpostirea evreilor.
- 12 decembrie: Al Doilea Război Mondial: Se formează Armata rebelă ucraineană (UPA) în Polesie.
- 16 decembrie: Al Doilea Război Mondial: Experimente de castrare sunt executate pe 90 de polonezi închiși la Auschwitz, trimiși apoi către camere de gazare. Sikorski, într-un discurs la New York declară: "Pentru a realiza imensitatea masacrului evreilor, imaginați-vă Manhattan închis între ziduri de ghetou, înăuntrul său fiind toți evreii din emisfera de vest, iar aici urmează să fie gradat și metodic exterminați de către pistoale mitralieră sau camere de gazare".
- 17 decembrie: Al Doilea Război Mondial: Guvernele britanic, american și sovietic au somat Germania să pună capăt măsurilor de exterminare a evreilor, sub amenințarea cu represalii, în acel moment, în urma aplicării „soluției finale” (adoptată la Conferința de la Wannsee din 20 ianuarie 1942), fuseseră ucise deja aproape două milioane de persoane.
- 24 decembrie: Al Doilea Război Mondial: Germanii execută 300 de polonezi pentru activități partizane în satul Bialowieza.

### Nedatate
- 1942-1945. Proiectul Manhattan. Numele de cod al unui proiect de cercetare al Guvernului SUA, în urma căruia s-a produs prima bombă atomică. În 1943, cu scopul de a produce bomba, a fost deschis un laborator la Los Alamos, New Mexico, având o echipă de cercetători condusă de J. Robert Oppenheimer. Costul proiectului a fost estimat la 2 miliarde dolari, implicând participarea a peste 130.000 de oameni.
- martie: Al Doilea Război Mondial: Peste 70.000 de foști prizonieri de război polonezi și persoane aflate în exil se adună la Buzuluk, URSS, ca membri ai Armatei lui Wladyslaw Anders. Evacuați în Iran, ei vor fi echipați de către Marea Britanie și vor forma al II-lea Corp polonez, luptând în Orientul Mijlociu și Italia.
- aprilie: Al Doilea Război Mondial: Prima evacuare în masă a polonezilor din URSS. Nave sovietice supraîncărcate traversează Marea Caspică, de la Krasnovodsk către Iran. 77.200 de soldați și 37.3000 de civili, inclusiv 15.000 de copii sunt eliberați de către URSS.
- octombrie: Al Doilea Război Mondial: Jan Karski trece ilegal în ghetoul din Varșovia pentru a obține informații privind ananghia evreilor, informații pe care le va pasa mai apoi către Londra și Washington, D.C..

## Arte, științe, literatură și filozofie
- 20 septembrie: Publicarea la Paris a primului număr al revistei literare Les Lettres Françaises.
- 26 noiembrie: Filmul Casablanca are premiera la New York.
- 2 decembrie: La Universitatea din Chicago (SUA), a fost efectuată prima explozie nucleară în lanț controlată.
- Lucian Blaga publică Religie și spirit, Știință și creație .și definitivează volumul său de Poezii (1919+1942).
- Mircea Eliade publică Mitul reîntegrării.
- William Faulkner publică nuvela cunună estetică The Bear (1942).
- Robert Frost publică placheta de versuri A witness tree (1942).
- Mircea Vulcănescu publică Două tipuri de filosofie medievală. Schița unui conflict de ordin problematic.

## Nașteri

### Ianuarie

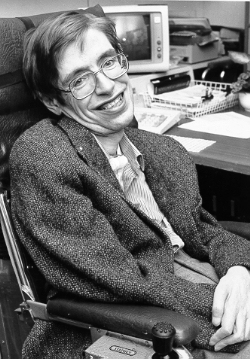
Stephen Hawking, fizician britanic
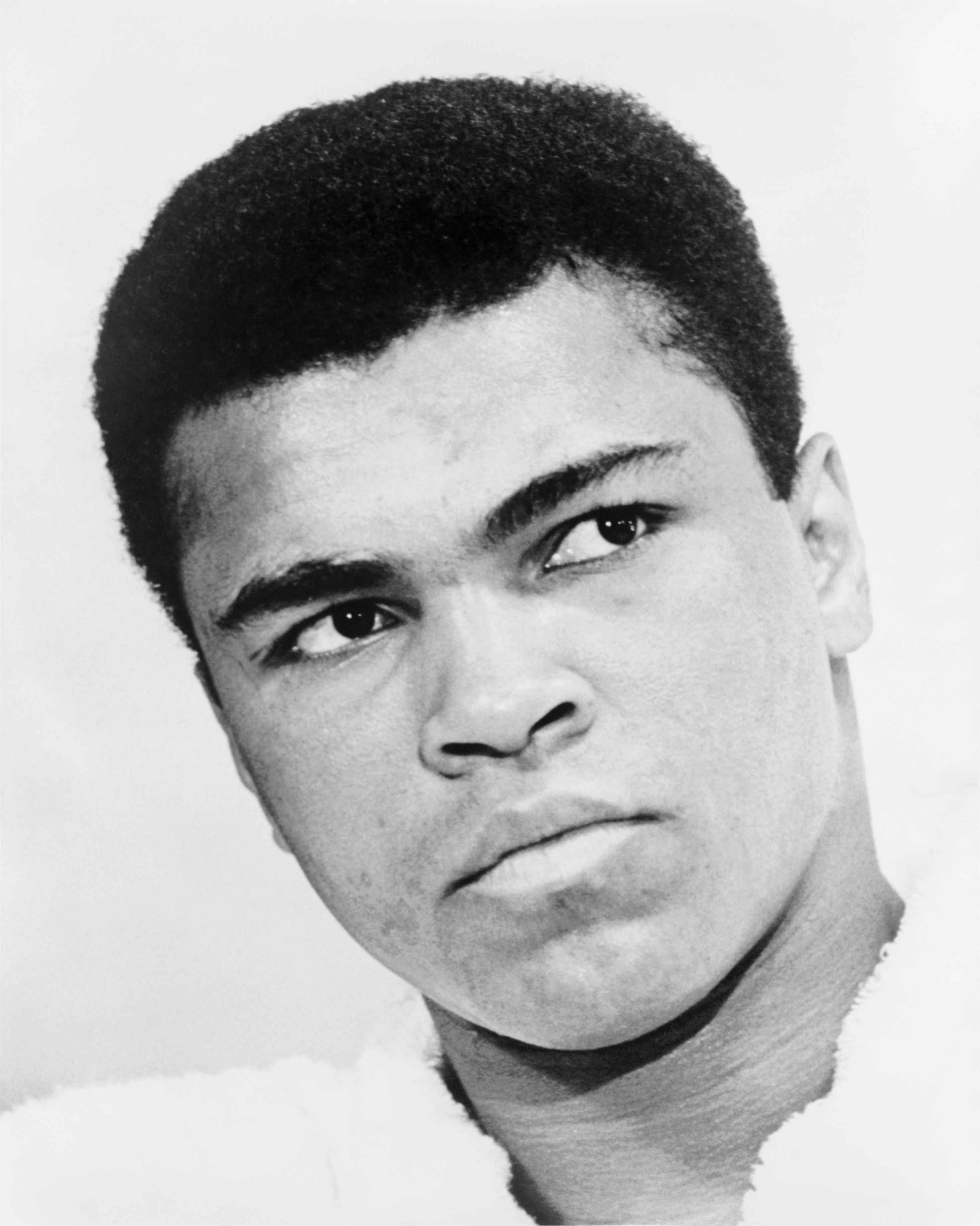
Muhammad Ali, boxer american, campion mondial la box
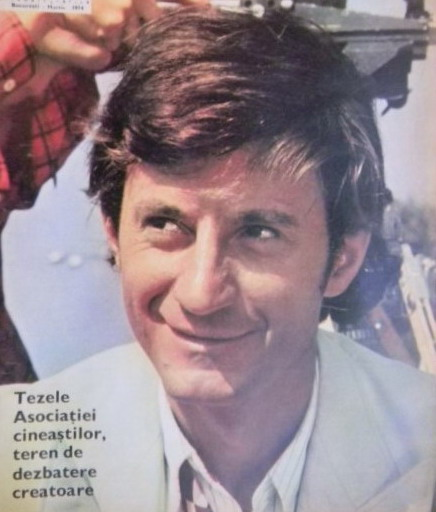
Ion Caramitru, actor român
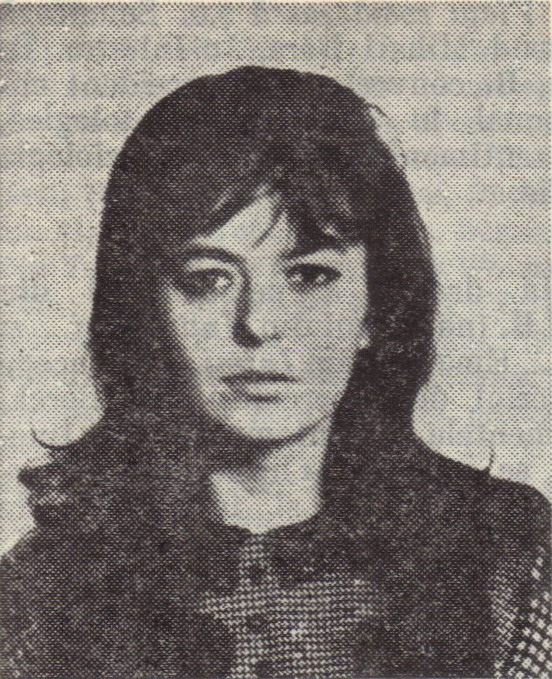
Ana Blandiana, scriitoare, poetă și prozatoare română
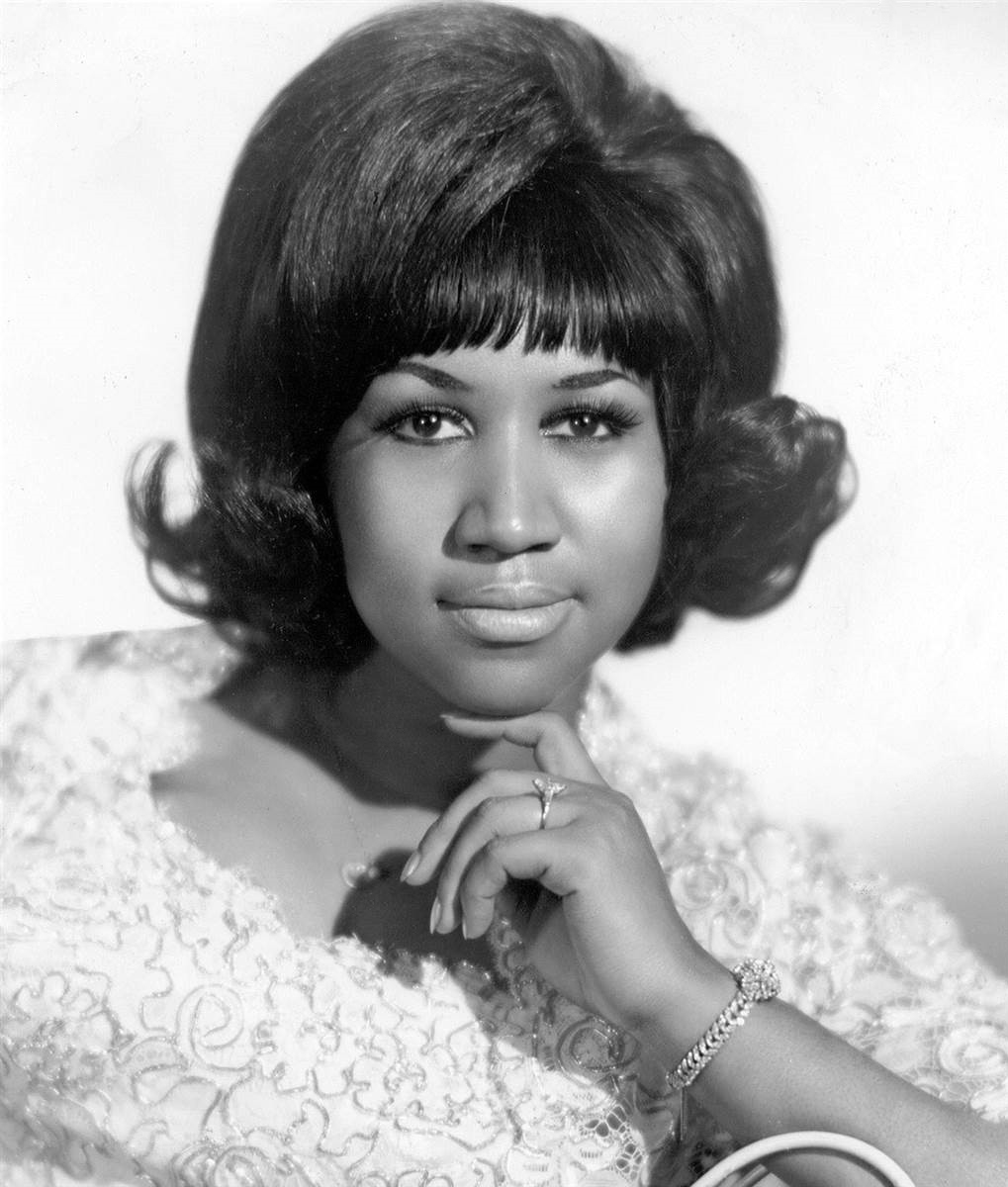
Aretha Franklin, cântăreață și cantautoare americană, supranumită Regina muzicii Soul

- 1 ianuarie: Radu Mircea Alexandrescu, inginer mecanic și politician comunist român
- 1 ianuarie: Vasile Ciocanu, istoric român (d. 2003)
- 1 ianuarie: Kornelije Kovač, muzician sârb (d.2022)
- 1 ianuarie: Ovidiu Iuliu Moldovan, actor român de film, teatru și TV (d. 2008)
- 1 ianuarie: Justas Vincas Paleckis, politician lituanian
- 1 ianuarie: Christopher Prout, politician britanic (d. 2009)
- 2 ianuarie: Hugues Martin, politician francez
- 4 ianuarie: John McLaughlin, chitarist britanic de jazz
- 5 ianuarie: Mitrofan Ciobanu, matematician din R. Moldova
- 5 ianuarie: Alexandru Lupaș, matematician român (d. 2007)
- 5 ianuarie: Maurizio Pollini, muzician italian (d.2024)
- 5 ianuarie: Dany Saval (n. Danielle Nadine Suzanne Savalle), actriță franceză
- 7 ianuarie: Takao Nishiyama, fotbalist japonez
- 7 ianuarie: Hayford Peirce, scriitor american (d. 2020)
- 7 ianuarie: Horațiu Rădulescu, compozitor român (d. 2008)
- 8 ianuarie: Stephen Hawking, fizician, teoretician al originii universului, scriitor, profesor universitar și cosmolog britanic (d. 2018)
- 13 ianuarie: Constantin Octavian Petruș, politician român
- 15 ianuarie: Francesco Ricci Bitti, jucător italian de tenis
- 16 ianuarie: Aurel Dragoș Munteanu, scriitor român (d. 2005)
- 17 ianuarie: Muhammad Ali (n. Cassius Marcellus Clay, Jr.), boxer american, campion mondial la box (d. 2016)
- 19 ianuarie: Daniela Anencov, actriță română
- 19 ianuarie: Reiner Schöne, actor german
- 24 ianuarie: Ingo Friedrich, politician german
- 27 ianuarie: Alexandru Mironov, politician român
- 27 ianuarie: Valentin Samungi, handbalist român (d.2024)
- 30 ianuarie: Marty Balin (n. Martyn Jerel Buchwald), cântăreț american (Jefferson Airplane), (d. 2018)
- 30 ianuarie: Heidi Brühl, actriță germană (d. 1991)

### Februarie
- 1 februarie: Ion Mihăilescu, politician român
- 7 februarie: Gabriela Pană Dindelegan, filologă română
- 7 februarie: Helmut Sturmer, artist german (d. 2016)
- 10 februarie: William Schreiber, voleibalist român
- 18 februarie: Maria Pietraru, interpretă de muzică populară din zona Moldova (d. 1982)
- 19 februarie: Peter Price, politician britanic
- 21 februarie: Margarethe von Trotta, regizoare de film, germană
- 22 februarie: Costin Georgescu, politician român (d. 2023)
- 24 februarie: Mihai Mocanu, fotbalist român (d. 2009)
- 25 februarie: John Saul, scriitor american
- 27 februarie: Gheorghe Gabor, politician român
- 27 februarie: Robert H. Grubbs (Robert Howard Grubbs), chimist american, laureat al Premiului Nobel (2005), (d. 2021)
- 28 februarie: Wilfred Gibson, muzician britanic (Electric Light Orchestra), (d. 2014)
- 28 februarie: Dino Zoff, fotbalist italian

### Martie
- 1 martie: Michael Giles (Michael Rex Giles), muzician britanic
- 1 martie: Atanasie Sciotnic, canoist român (d. 2017)
- 2 martie: Lou Reed (Lewis Allan Reed), muzician american (d. 2013)
- 4 martie: Maria Baciu, scriitoare de literatură pentru copii, română
- 4 martie: Zorán Sztevanovity, muzician maghiar
- 5 martie: Felipe González, politician spaniol
- 5 martie: Mike Resnick (Michael Diamond Resnick), scriitor american de literatură SF (d. 2020)
- 9 martie: John Cale (John Davies Cale), muzician galez, compozitor, cantautor și producător
- 9 martie: Ion Caramitru (n. Ion Horia Leonida Caramitru), actor de film și teatru, regizor și politician român (d. 2021)
- 9 martie: Ștefan Haukler, scrimer român (d. 2006)
- 9 martie: Teodor Podaru, politician român
- 11 martie: Willi Weber, antreprenor german
- 13 martie: Scatman John (n. John Paul Larkin), muzician american (d. 1999)
- 14 martie: Mihai Dolgan, muzician din R. Moldova (d. 2008)
- 18 martie: Eugen Dorcescu, poet și scriitor român
- 18 martie: Ionel Drîmbă, sportiv român (scrimă)
- 18 martie: Doris Pack, politician german
- 21 martie: Dan Brânzei, matematician român (d. 2012)
- 21 martie: Françoise Dorléac, actriță franceză (d. 1967)
- 21 martie: Catherine Lim, scriitoare singaporeză
- 22 martie: Mihai Ivăncescu, fotbalist român (d. 2004)
- 23 martie: Michael Haneke, regizor austriac
- 25 martie: Ana Blandiana (n. Otilia Valeria Coman), scriitoare, poetă, prozatoare și traducătoare română, disidentă anticomunistă, membru corespondent al Academiei Române (2016)
- 25 martie: Aretha Franklin (Aretha Louise Franklin), cântăreață și cantautoare americană, supranumită Regina muzicii Soul (d. 2018)
- 25 martie: Basarab Nicolescu, fizician român
- 27 martie: Olga Bucătaru, actriță română (d. 2020)
- 28 martie: Daniel Dennett (Daniel Clement Dennett III), filosof american (d.2024)
- 28 martie: Conrad Schumann, soldat german (d. 1998)
- 30 martie: Kenneth Welsh, actor canadian (d. 2022)

### Aprilie

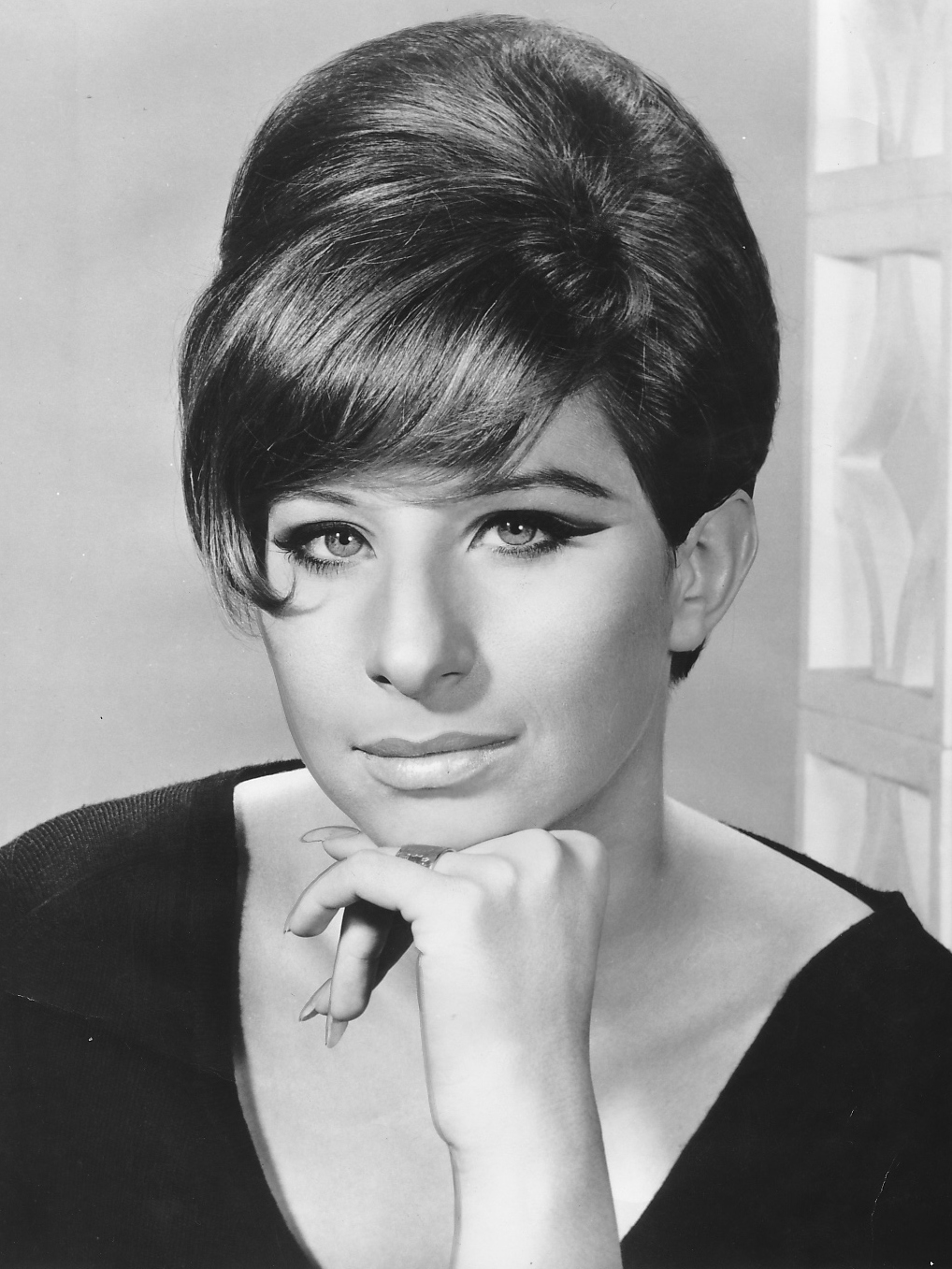
Barbra Streisand, cântăreață și actriță americană
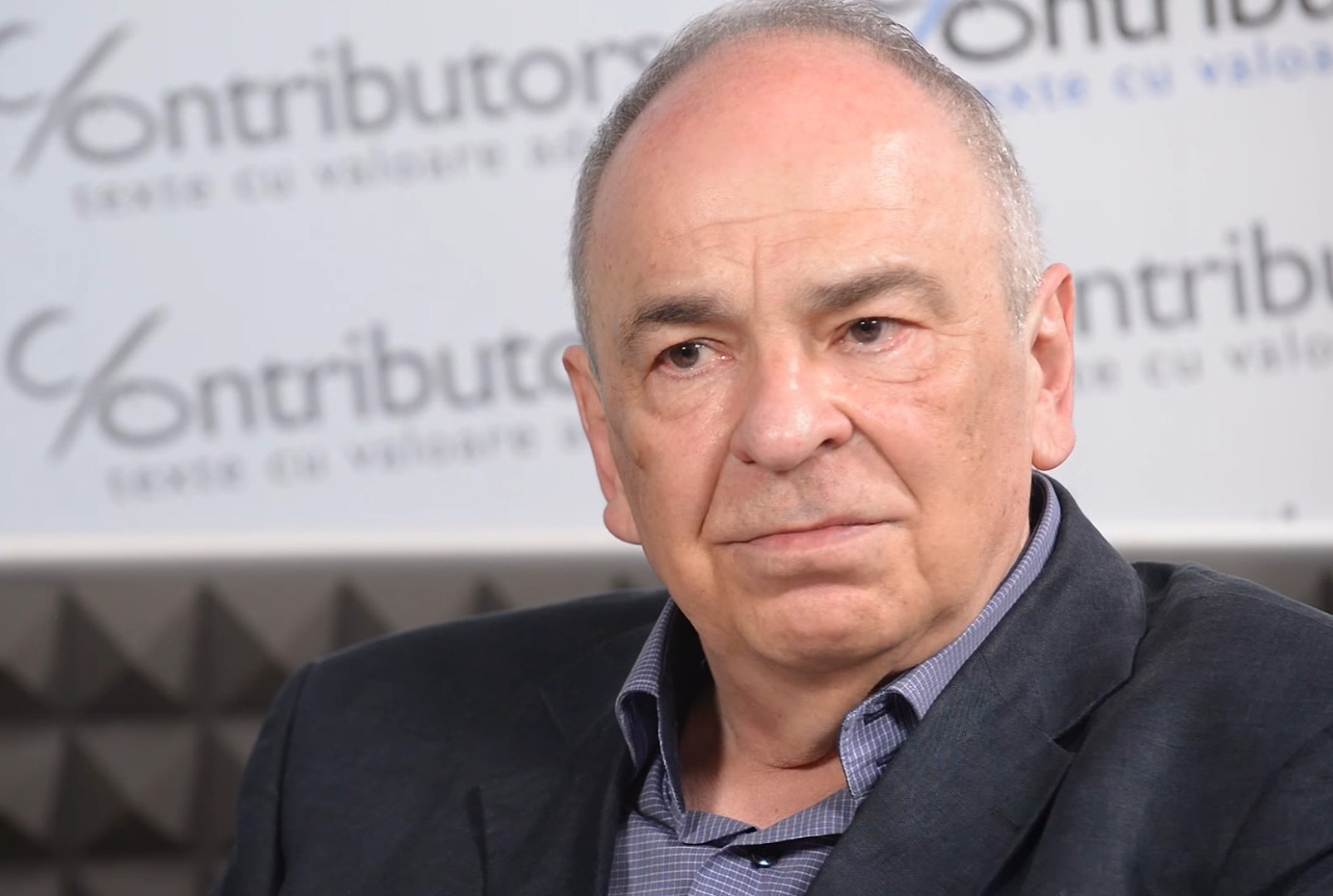
Gabriel Liiceanu, filosof român
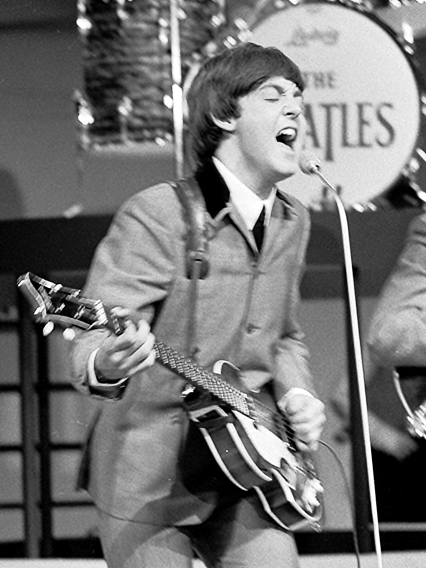
Paul McCartney, muzician britanic (The Beatles)
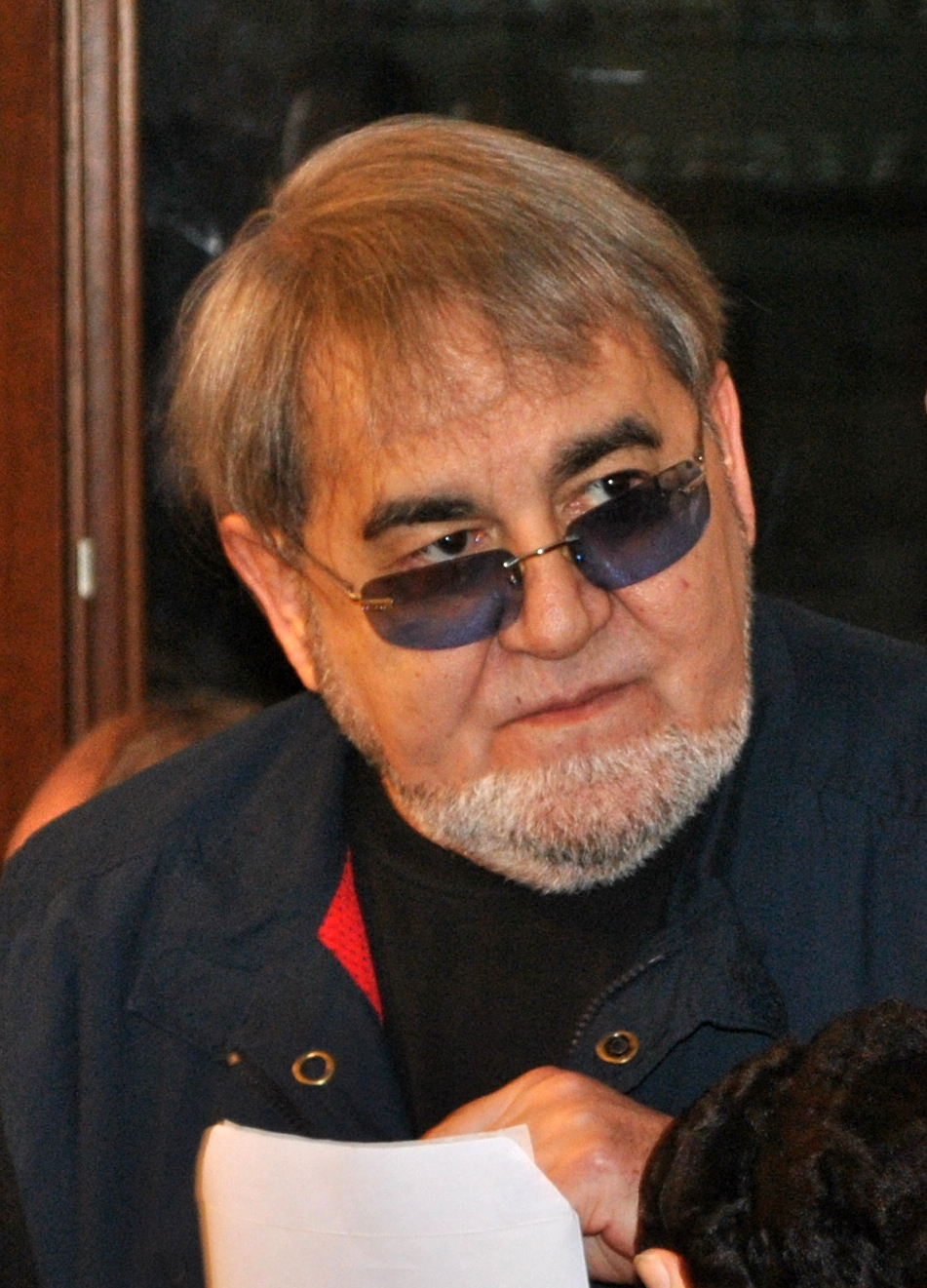
Șerban Foarță, poet român

- 1 aprilie: Gabriela Adameșteanu, scriitoare și jurnalistă română
- 3 aprilie: Ion Traian Ștefănescu, politician român (d. 2020)
- 5 aprilie: Peter Greenaway, regizor de film, britanic
- 6 aprilie: Barry Levinson, scenarist american, regizor, actor și producător de film
- 7 aprilie: Les Huckfield, politician britanic
- 9 aprilie: Horia Demian, baschetbalist român
- 11 aprilie: Eryl McNally (Eryl Margaret McNally), politiciană britanică
- 12 aprilie: Jacob Zuma, politician sud-african
- 13 aprilie: Bill Conti (William Conti), compozitor american
- 13 aprilie: Gyöngyi Polónyi, actriță maghiară (d. 2012)
- 14 aprilie: Valentin Lebedev, cosmonaut sovietic
- 15 aprilie: Lucian Bolcaș, politician român (d. 2020)
- 16 aprilie: Viorel Sălăgean, politician român (d. 2003)
- 19 aprilie: Vasile Șoo (Vasile Alexandru Șoo), fotbalist român (atacant)
- 20 aprilie: Silvia Federici, savantă, profesoară și feministă americană de etnie italiană
- 22 aprilie: Giorgio Agamben, filosof italian
- 22 aprilie: Egil Roger Olsen, fotbalist norvegian
- 23 aprilie: Pilar de Vicente-Gella, scriitoare și dansatoare spaniolă (d. 2016)
- 24 aprilie: Barbra Streisand (n. Barbara Joan Streisand), cântăreață, actriță, autoare, regizoare și producătoare de film americană de etnie evreiască
- 28 aprilie: William Sanders, scriitor american (d. 2017)

### Mai
- 2 mai: Hans Fink, scriitor german
- 12 mai: Aurelian Andreescu, cântăreț român (d. 1986)
- 12 mai: Dumitru Dediu, cosmonaut și inginer electronist român
- 12 mai: Barry B. Longyear (Barry Brookes Longyear), scriitor american (d.2025)
- 13 mai: Roger E. Young, regizor de film, american
- 15 mai: Ștefan Câlția, pictor român
- 17 mai: Remo Ruffini, fizician italian
- 17 mai: Evmenie Miheev, cleric ortodox de rit vechi, Episcop al Chișinăului și Întregii Moldove
- 18 mai: Alain Esclopé, politician francez
- 19 mai: Robert Kilroy-Silk, politician britanic
- 21 mai: Ivo Viktor, fotbalist ceh (portar)
- 22 mai: Vasile Andru, scriitor român (d. 2016)
- 22 mai: Ștefan Berindei, muzician român (d. 2000)
- 22 mai: Calvin Simon (Calvin Eugene Simon), muzician american (d. 2022)
- 22 mai: Michael Welsh, politician britanic
- 23 mai: Gabriel Liiceanu, filosof, scriitor, eseist și editor român
- 24 mai: Fraser Stoddart (James Fraser Stoddart), chimist american, laureat al Premiului Nobel (2016) (d.2024)
- 26 mai: Corneliu Ioan Dida, politician român

### Iunie
- 4 iunie: Ilona Béres, actriță maghiară
- 4 iunie: Fernand Le Rachinel, politician francez
- 5 iunie: Teodoro Obiang Nguema Mbasogo, politician guineoecuatorian
- 8 iunie: Jacques Dubochet, chimist elvețian
- 9 iunie: Mircea Coșea, politician român
- 11 iunie: Marina Krilovici, cântăreață română
- 12 iunie: Magda Stavinschi, astronomă română
- 13 iunie: Gheorghe Zaman, economist român
- 16 iunie: María del Pilar Ayuso González, politiciană spaniolă
- 17 iunie: Dmitri Galțov, fizician rus
- 18 iunie: Roger Ebert, critic de film și scenarist american (d. 2013)
- 18 iunie: Thabo Mbeki, politician sud-african
- 18 iunie: Paul McCartney (James Paul McCartney), cântăreț, muzician, producător, textier și compozitor britanic (The Beatles)
- 18 iunie: Mihai Nicolescu, politician român
- 20 iunie: Heinz Kindermann, politician german
- 21 iunie: Geo Vasile, critic literar român
- 22 iunie: Ileana Dorina Bulic, filologă și traducătoare română
- 24 iunie: Alexandru Herescu, actor și profesor român (d. 2011)
- 25 iunie: Michel Tremblay, scriitor canadian

### Iulie

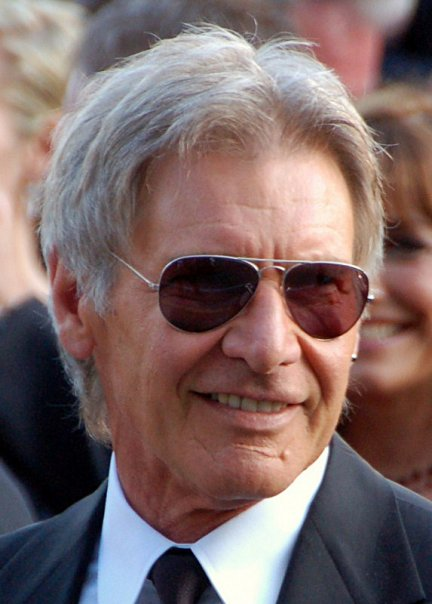
Harrison Ford, actor american
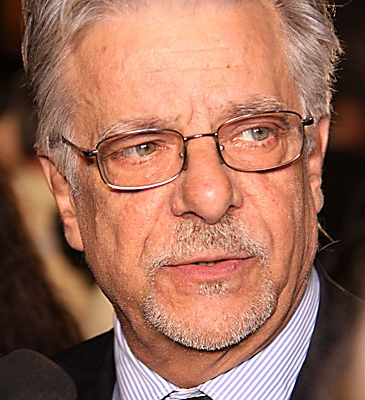
Giancarlo Giannini, actor italian
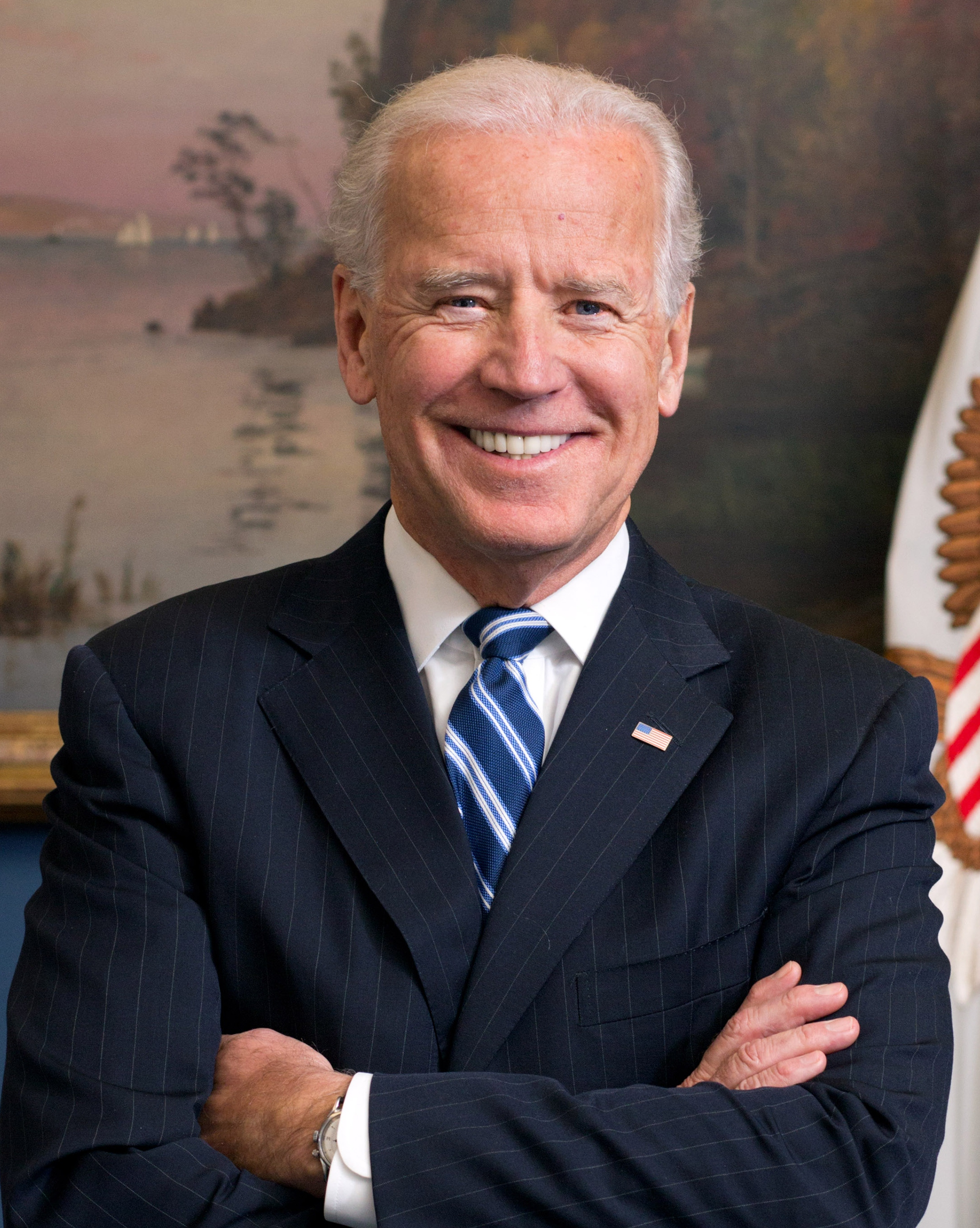
Joe Biden, politician american, al 46-lea președinte al Statelor Unite
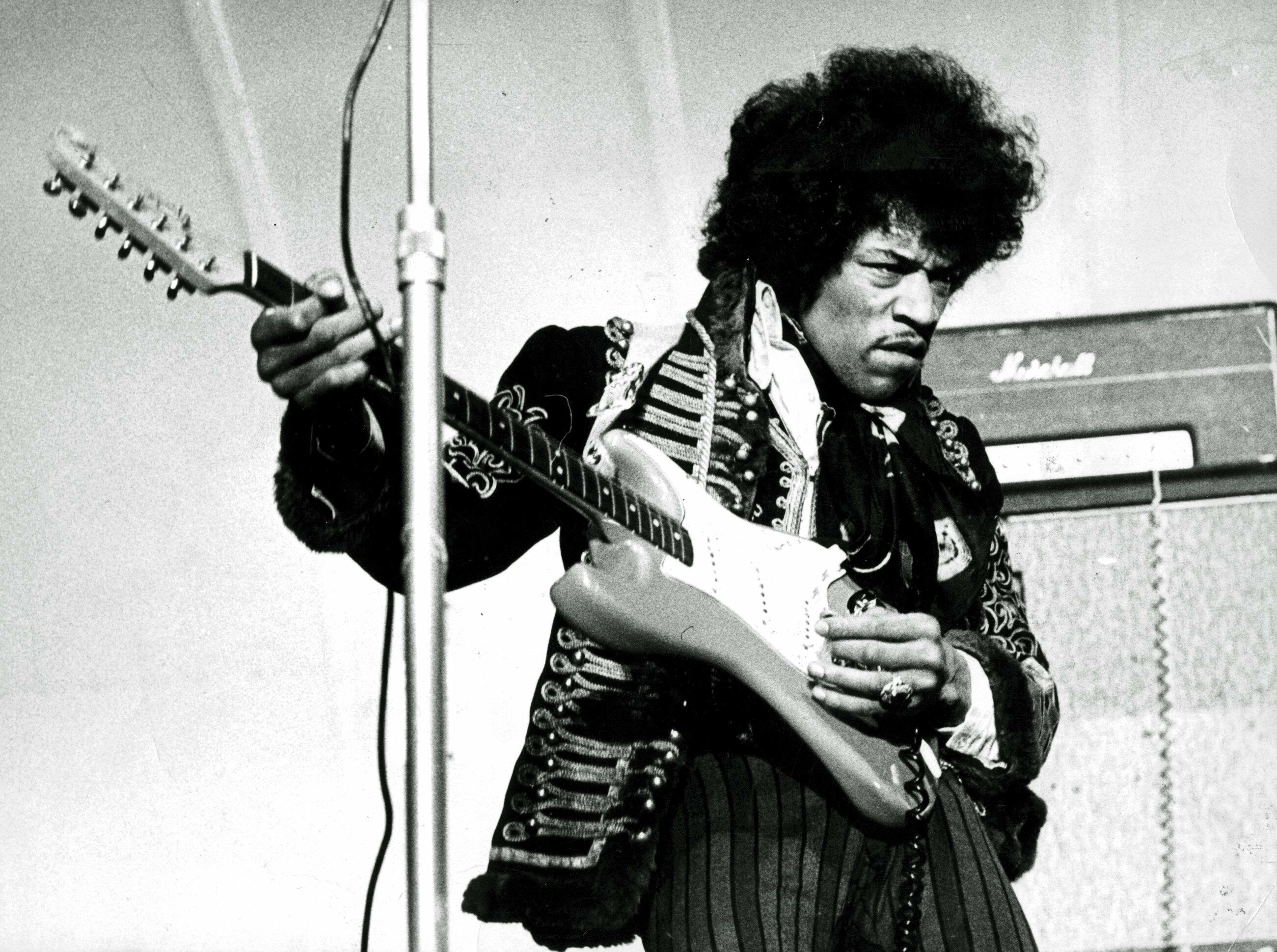
Jimi Hendrix, muzician american
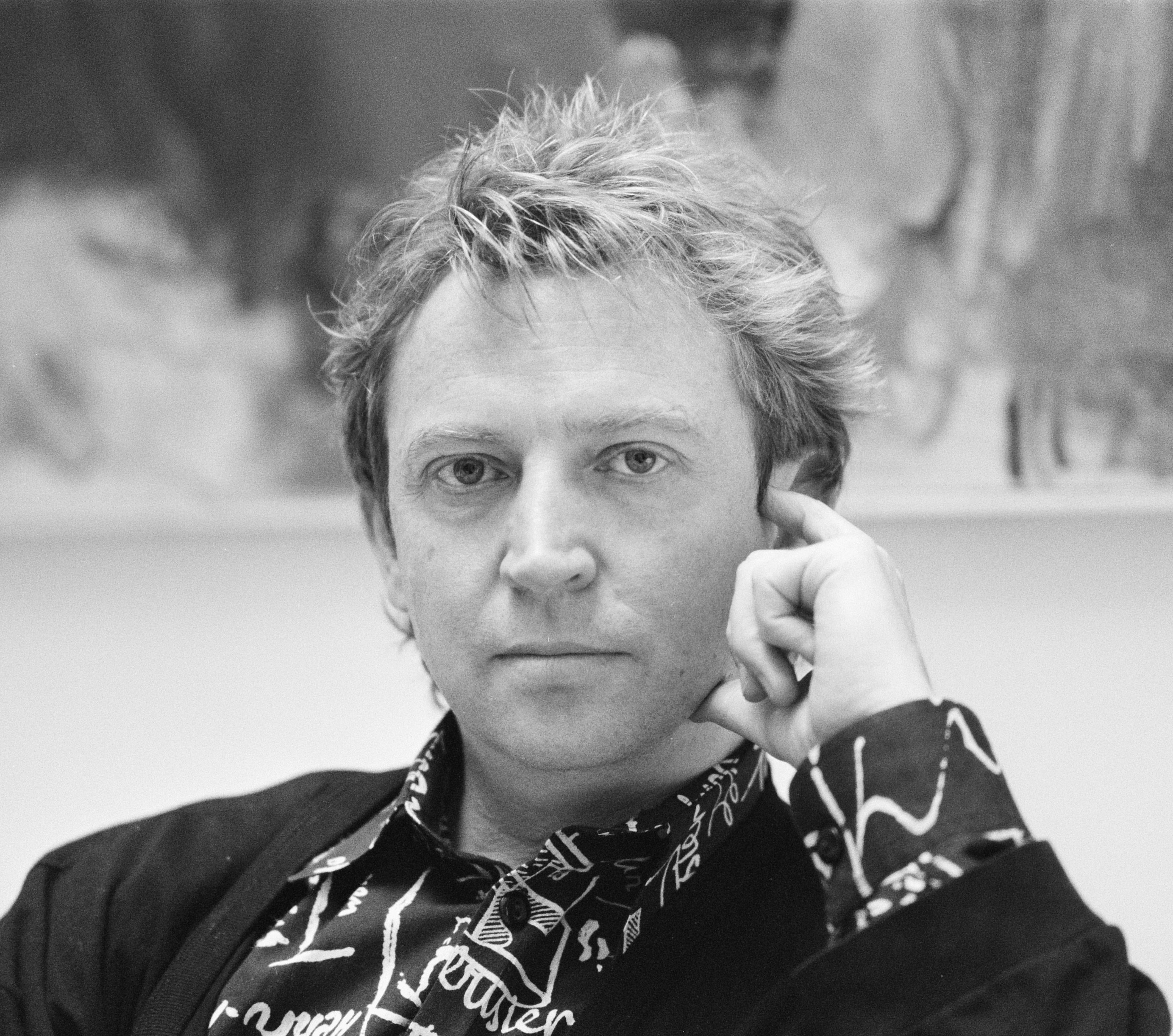
Andy Summers, chitarist și compozitor britanic (The Police)

- 2 iulie: Mojca Drčar Murko, politiciană slovenă
- 2 iulie: Lutz D. Schmadel, astronom german (d. 2016)
- 4 iulie: Stefan Meller, diplomat polonez (d. 2008)
- 6 iulie: Maria Brockerhoff, actriță germană
- 8 iulie: Șerban Foarță, poet român
- 9 iulie: Tudor-Horia Nicolescu, politician român
- 10 iulie: Ronnie James Dio, cântăreț american (d. 2010)
- 11 iulie: Alexandru Albu, tehnician chimist și politician comunist român
- 12 iulie: Petre Ceapura, canotor român
- 13 iulie: Harrison Ford, actor și producător american
- 14 iulie: Javier Solana, politician spaniol
- 15 iulie: Henry McCubbin, politician britanic
- 18 iulie: Giacinto Facchetti, fotbalist italian (d. 2006)
- 20 iulie: Ilie Șerbănescu, economist român (d.2024)
- 21 iulie: Alfred Gomolka, politician german (d. 2020)
- 24 iulie: Sepp Holzer, scriitor austriac
- 26 iulie: Ovidiu Schumacher, actor român
- 30 iulie: Michael D. Coogan, cercetător britanic
- 31 iulie: Modibo Keita, politician malian, prim-ministru al statului Mali (2002 și 2015–2017), (d. 2021)

### August
- 1 august: Giancarlo Giannini, actor italian
- 2 august: Isabel Allende, scriitoare chiliană
- 2 august: Leo Beenhakker, fotbalist neerlandez
- 2 august: Niels Busk, politician danez
- 6 august: Victor Eresko, pianist rus
- 7 august: Tobin Bell, actor american
- 10 august: Agepê (n. Antônio Gilson Porfírio), compozitor și cântăreț brazilian (d. 1995)
- 10 august: Nicolae Prelipceanu, poet și publicist român
- 12 august: Koji Funamoto, fotbalist japonez
- 13 august: Nurit Hirsh, compozitoare israeliană
- 15 august: Klára Sebők, actriță română
- 16 august: Florin Bogardo, cântăreț român (d. 2009)
- 23 august: Susana Vieira, actriță braziliană
- 24 august: Bănică Constantin, matematician român (d. 1991)
- 24 august: Anna Széles, actriță maghiară din România
- 27 august: Puși Dinulescu (n. Dumitru Dinulescu), dramaturg, regizor de film, teatru și televiziune, prozator, poet și polemist român (d. 2019)
- 27 august: Ovidiu Ghidirmic, critic literar român (d. 2017)
- 28 august: Ion-Oltea Toană, politician român
- 31 august: Gérard Pirès, regizor francez de film

### Septembrie
- 1 septembrie: António Lobo Antunes, scriitor portughez
- 1 septembrie: Arcadii Pasecinic, politician din R. Moldova
- 3 septembrie: Mihai Cimpoi, critic, eminescolog, istoric literar, redactor literar și eseist din R. Moldova
- 4 septembrie: Corneliu Antim, scriitor, grafician, sculptor, cronicar de artă, critic de artă și istoric de artă român. (d. 2016)
- 5 septembrie: Ștefan Georgescu, fotbalist român
- 6 septembrie: Dorin Baciu, scriitor român
- 10 septembrie: Liviu Cornel Babeș, artist român (d. 1989)
- 15 septembrie: Ksenia Milicevic, pictoriță franceză
- 16 septembrie: Ion Bog, actor român (d. 1976)
- 18 septembrie: Wolfgang Schäuble, politician german (d.2023)
- 21 septembrie: Cornel Dimovici, scriitor român
- 23 septembrie: Jean-Pierre Bebear, politician francez
- 26 septembrie: Gerhard Hager, politician austriac (d.2025)
- 28 septembrie: Donna Leon, scriitoare americană

### Octombrie
- 1 octombrie: Constantin Frățilă, fotbalist român (d. 2016)
- 1 octombrie: Jean-Pierre Jabouille, pilot francez de Formula 1 (d.2023)
- 3 octombrie: Emmanouil Bakopoulos, politician grec (d. 2017)
- 3 octombrie: Ionel Roman, politician român
- 4 octombrie: Pedro Aparicio Sánchez, politician spaniol (d. 2014)
- 4 octombrie: Jóhanna Sigurðardóttir, politiciană islandeză
- 5 octombrie: Angela Buciu, interpretă română de muzică populară și deputat în Parlamentul României (2004-2008)
- 5 octombrie: Richard Street, cântăreț american (d. 2013)
- 6 octombrie: Britt Ekland, actriță suedeză
- 6 octombrie: Dumitru Lovin, politician român
- 6 octombrie: Björn Nordqvist, fotbalist suedez
- 9 octombrie: Claude Desama, politician belgian
- 10 octombrie: Lutz Goepel, politician german
- 11 octombrie: Amitabh Bachchan, actor indian
- 14 octombrie: Péter Nádas, scriitor maghiar
- 16 octombrie: Marin Tufan, fotbalist român
- 17 octombrie: Hartmut Nassauer, politician german
- 17 octombrie: Dumitru Puzdrea, politician român
- 17 octombrie: Martin Roos, episcop de Timișoara
- 19 octombrie: Péter Medgyessy, politician maghiar
- 19 octombrie: Jim Rogers, scriitor american
- 20 octombrie: Costel Constantin, actor român (d. 2024)
- 20 octombrie: Maria Sagaidac, actriță din R. Moldova
- 21 octombrie: Vasile Suciu, fotbalist român (d. 2013)
- 22 octombrie: Ion Coja, filolog român
- 26 octombrie: Kurt Lechner, politician german
- 26 octombrie: Lajos Magyari, poet român de etnie maghiară (d. 2015)
- 29 octombrie: Bob Ross, pictor american (d. 1995)
- 29 octombrie: Mihail Popovici, medic cardiolog din R. Moldova
- 30 octombrie: Vladislav Halilov, fizician rus
- 31 octombrie: David Ogden Stiers, actor american (d. 2018)

### Noiembrie
- 1 noiembrie: Larry Flynt, editor american (d.2021)
- 3 noiembrie: Claudiu Iordache, politician român
- 5 noiembrie: Mihai Sin, scriitor român (d. 2014)
- 5 noiembrie: Ioan Tomescu, matematician român
- 6 noiembrie: Dan Ursuleanu, scriitor și jurnalist român (d. 2013)
- 7 noiembrie: Helen Garner, romancieră și jurnalistă australiană
- 7 noiembrie: Mariana Mihuț, actriță română
- 8 noiembrie: Sandro Mazzola, fotbalist italian
- 10 noiembrie: Robert Engle, economist american
- 14 noiembrie: Ioan Bivolaru, politician român
- 15 noiembrie: Teodor Filipescu, politician român
- 17 noiembrie: Martin Scorsese, regizor american de film
- 18 noiembrie: Mihai Țurcaș, canoist român
- 20 noiembrie: Joe Biden (n. Joseph Robinette Biden Jr.), politician american, al 46-lea președinte al Statelor Unite (din 2021)
- 21 noiembrie: Julia Hamari, cântăreață maghiară
- 22 noiembrie: Raphaël Chanterie, politician belgian
- 23 noiembrie: Anastasia Istrati, interpretă de muzică populară din Republica Moldova (d. 2016)
- 23 noiembrie: Gheorghe Rusnac, istoric din R. Moldova
- 27 noiembrie: Jimi Hendrix (Johnny Allen Hendrix), muzician, cântăreț de muzică rock, chitarist, textier și producător american (d. 1970)
- 29 noiembrie: Friedrich-Wilhelm Graefe zu Baringdorf, politician german
- 30 noiembrie: André Brahic, astrofizician francez (d. 2016)

### Decembrie
- 1 decembrie: András Pályi, jurnalist maghiar
- 4 decembrie: Gemma Jones, actriță britanică
- 4 decembrie: André Laignel, politician francez
- 4 decembrie: Lidia Noroc-Pînzaru, actriță din Republica Moldova
- 5 decembrie: David J. Griffiths, fizician american
- 10 decembrie: Aritatsu Ogi, fotbalist japonez
- 11 decembrie: Szabolcs Cseh, actor român (d. 2014)
- 11 decembrie: Ion Nicolae, politician român (d. 2020)
- 14 decembrie: Iuliu Falb, scrimer român
- 15 decembrie: Eugen-Gheorghe Hilote, politician român (d. 2017)
- 15 decembrie: Lorenzo Piretto, preot catolic italian
- 17 decembrie: Toni Iordache, muzician român
- 20 decembrie: María Rosa Fugazot, actriță argentiniană
- 22 decembrie: Yasuyuki Kuwahara, fotbalist japonez (d. 2017)
- 24 decembrie: Đoàn Viết Hoạt, jurnalist vietnamez
- 25 decembrie: Sevastian Fenoghen, politician român (d. 2012)
- 26 decembrie: Dan Eugen Demco, fizician român
- 26 decembrie: Vasile Iovv, politician din R. Moldova
- 28 decembrie: Salvador Jové Peres, politician spaniol
- 30 decembrie: Toomas Savi, politician estonian
- 31 decembrie: Andy Summers (n. Andrew James Somers), chitarist și compozitor britanic (The Police)

## Decese

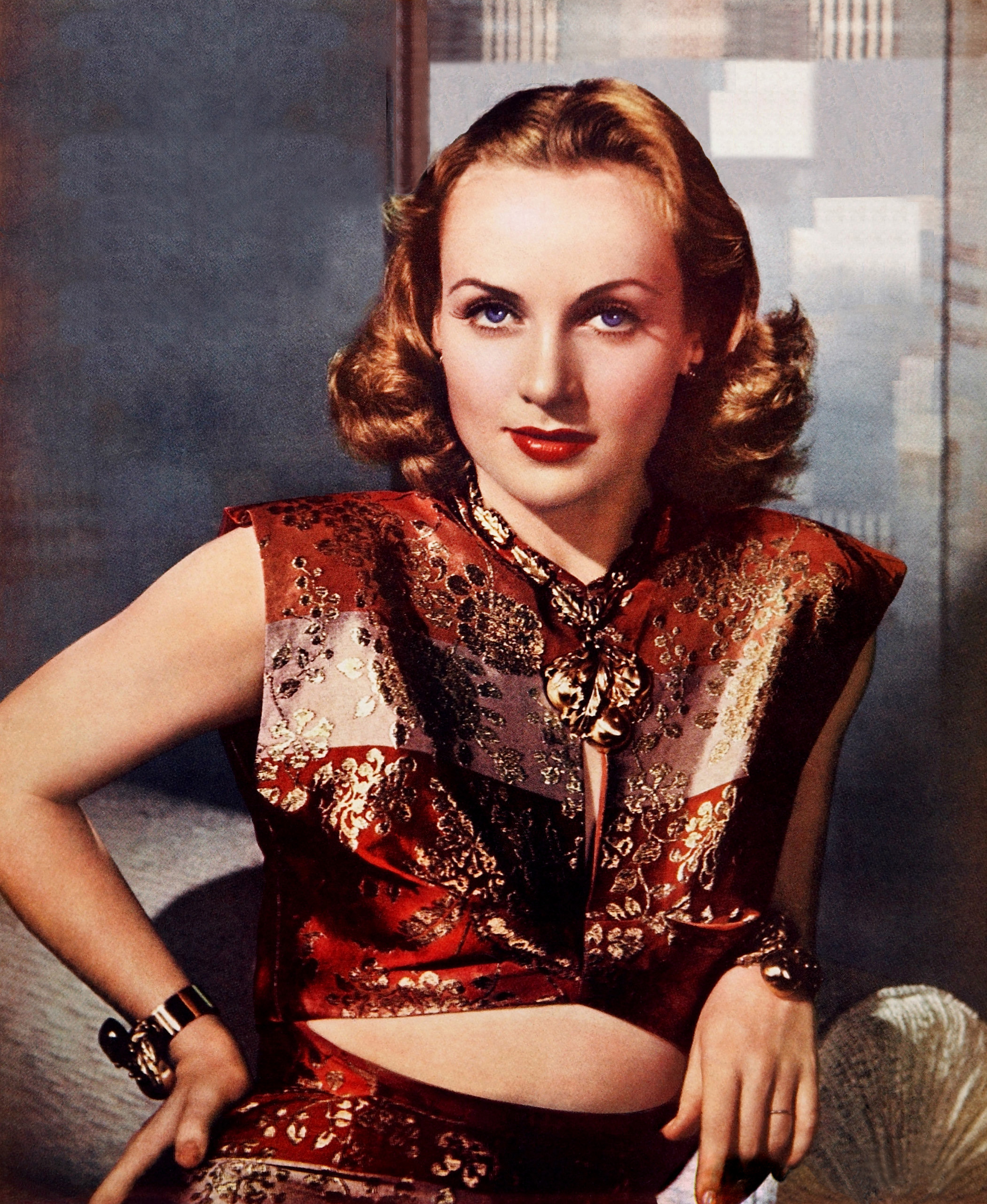
Carole Lombard, actriță americană de film
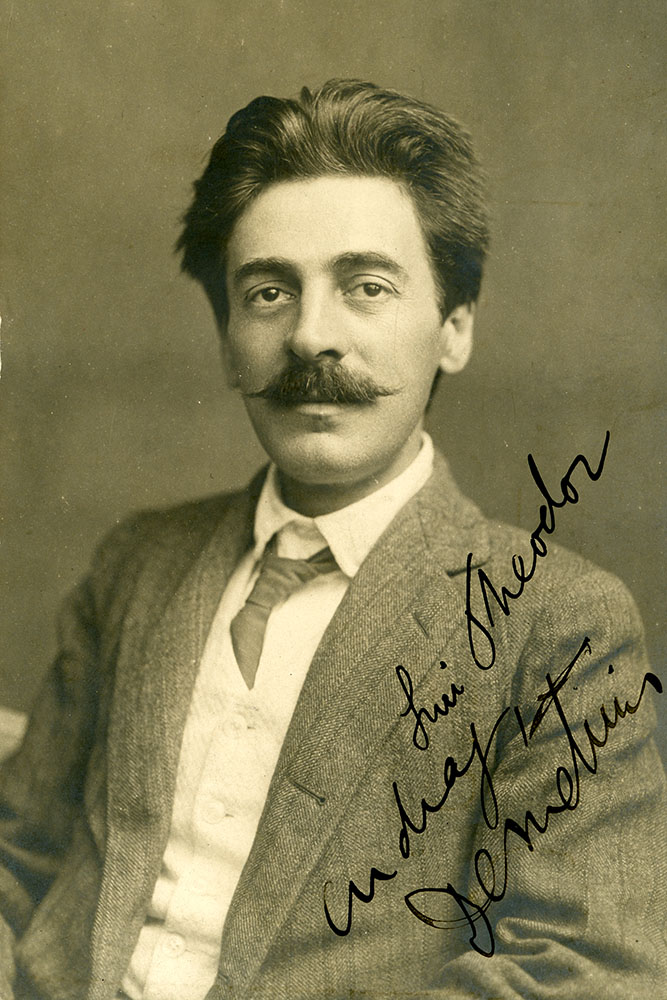
Vasile Demetrius, poet, prozator și traducător român
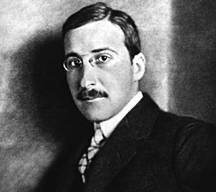
Stefan Zweig, scriitor, jurnalist și biograf austriac
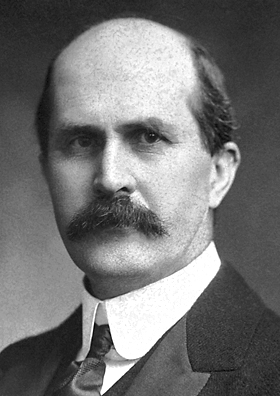
William Henry Bragg, fizician și chimist englez, laureat al Premiului Nobel

- 6 ianuarie: Aleksandr Beleaev, 57 ani, scriitor rus (n. 1884)
- 9 ianuarie: Heber Doust Curtis, 69 ani, astronom american (n. 1872)
- 16 ianuarie: Carole Lombard (n. Jane Alice Peters), 33 ani, actriță americană de film (n. 1908)
- 21 ianuarie: Francisc Boțan, 61 ani, politician român (n. 1880)
- 22 ianuarie: André Bellessort (André Joseph Marie Pierre Bellessort), 75 ani, scriitor francez (n. 1866)
- 26 ianuarie: Felix Hausdorff, 73 ani, matematician german (n. 1868)
- 27 ianuarie: Väinö Hämeen-Anttila, 63 ani, jurnalist finlandez (n. 1878)
- 31 ianuarie: Mihail G. Orleanu, 82 ani, politician român (n. 1859)
- 2 februarie: Daniil Harms, 36 ani, autor rus, considerat precursorul absurdului (n. 1906)
- 9 februarie: Lauri Kristian Relander, 58 ani, politician finlandez (n. 1883)
- 14 februarie: Józef Paczoski (Józef Konrad Paczoski), 77 ani, botanist polonez (n. 1864)
- 15 februarie: Vasile Demetrius, 63 ani, prozator, poet și traducător român (n. 1878)
- 18 februarie: Henri Stahl, 65 ani, stenograf și scriitor român (n. 1877)
- 22 februarie: Stefan Zweig, 60 ani, scriitor, jurnalist și biograf austriac (n. 1881)
- 24 februarie: Anton Drexler, 57 ani, politician german (n. 1884)
- 24 februarie: Nicolae Sacară, 47 ani, politician din R. Moldova (n. 1894)
- 7 martie: Nina Arbore (Tamara Nina Arbore), 52 ani, pictoriță română (n. 1889)
- 8 martie: Jose Raul Capablanca (n. José Raúl Capablanca y Graupera), 53 ani, jucător cubanez de șah (n. 1888)
- 12 martie: Constantin Bivol, 57 ani, politician din R. Moldova (n. 1885)
- 12 martie: William Henry Bragg, 79 ani, fizician și chimist englez, laureat al Premiului Nobel pentru fizică (1915), (n. 1862)
- 16 martie: Vasile Gafencu, 56 ani, politician rus (n. 1886)
- 17 martie: Josef Svatopluk Machar, 78 ani, scriitor ceh (n. 1864)
- 21 martie: Olga Kobyleanska, 78 ani, scriitoare ucraineană (n. 1863)
- 28 martie: Miguel Hernández (Miguel Hernández Gilabert), 30 ani, poet și dramaturg spaniol (n. 1910)

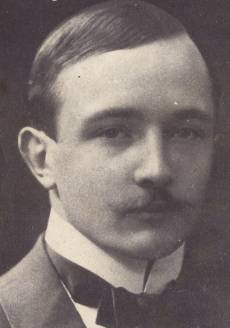
Robert Musil, scriitor austriac
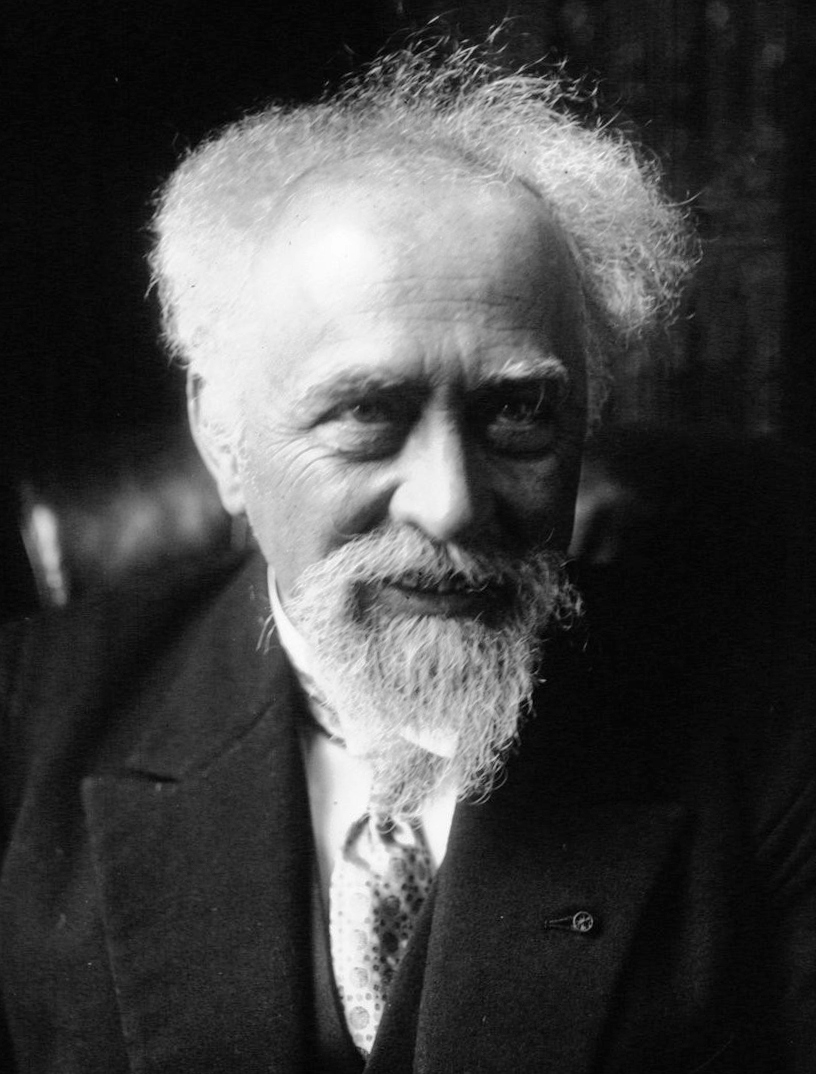
Jean Baptiste Perrin, fizician francez, laureat al Premiului Nobel
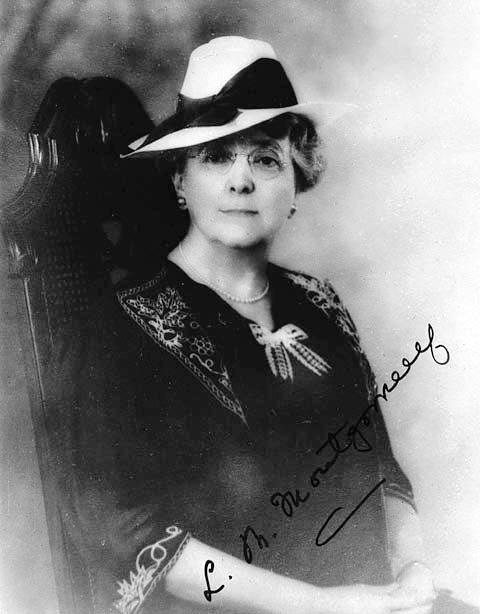
Lucy Maud Montgomery, scriitoare canadiană
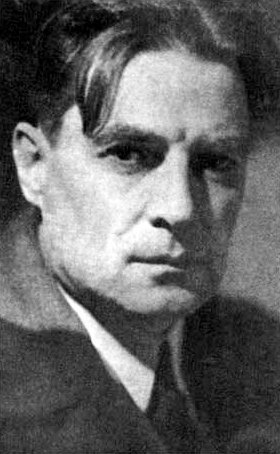
Roberto Arlt, prozator și dramaturg argentinean

- 4 aprilie: Gheorghe Adamescu, 75 ani, istoric literar român, membru corespondent al Academiei Române (n. 1869)
- 12 aprilie: Marco Brociner, 90 ani, publicist și scriitor de limbă germană și română de etnie evreiască (n. 1852)
- 12 aprilie: Albert Reich, 60 ani, pictor german (n. 1881)
- 15 aprilie: Robert Musil, 61 ani, scriitor austriac (n. 1880)
- 17 aprilie: Jean Baptiste Perrin, 71 ani, fizician francez, laureat al Premiului Nobel (1926), (n. 1870)
- 24 aprilie: Lucy Maud Montgomery, 67 ani, scriitoare canadiană (n. 1874)
- 16 mai: Bronisław Malinowski (Bronisław Kasper Malinowski), 58 ani, antropolog polonez și etnograf în Anglia și SUA (n. 1884)
- 20 mai: Hector Guimard, 75 ani, arhitect francez (n. 1867)
- 24 mai: Ivan Horbacevskîi (aka Jan Horbaczewski, Johann Horbaczewski, Ivan Horbaczewski), 88 ani, chimist ucrainean (n. 1854)
- 26 mai: Attila Petheő, 51 ani, actor maghiar (n. 1891)
- 28 mai: Grigore Turcuman, 51 ani, politician din R. Moldova (n. 1890)
- 1 iunie: Vladislav Vančura, 50 ani, regizor de film, ceh (n. 1891)
- 28 iunie: Yanka Kupala (n. Ivan Daminikavici Luțevici), 59 ani, scriitor belarus (n. 1882)
- 2 iulie: Evgheni Petrovici Kataev, 38 ani, prozator rus (n. 1903)
- 8 iulie: Louis Franchet d'Esperey (Louis Félix Marie François Franchet d'Esperey), 86 ani, ofițer francez (n. 1856)
- 12 iulie: Petre Ștefănucă, 35 ani, folclorist, pedagog și sociolog din R. Moldova (n. 1906)
- 26 iulie: Roberto Arlt (Roberto Godofredo Christophersen Arlt), 42 ani, prozator și dramaturg argentinean (n. 1900)
- 26 iulie: Henri Lebesgue (Henri Léon Lebesgue), 66 ani, matematician francez (n. 1875)
- 29 iulie: Wojciech Kossak, 85 ani, pictor polonez (n. 1856)
- 3 august: Richard Willstätter (Richard Martin Willstätter), 69 ani, chimist german, laureat al Premiului Nobel (1915), (n. 1872)
- 6 august: Alfonso Castaldi, 68 ani, dirijor, compozitor, pictor italian (n. 1874)
- 9 august: Edith Stein, 50 ani, filosofă germano-evreiască și călugăriță catolică (n. 1891)
- 20 august: István Horthy, 37 ani, politician maghiar și pilot (n. 1904)
- 12 septembrie: Alexandru Manoliu, 34 ani, pilot român de aviație, as al Aviației Române din cel de-al Doilea Război Mondial (n. 1908)
- 17 septembrie: Florian Alexiu, 30 ani, pilot român de aviație, as al Aviației Române din cel de-al Doilea Război Mondial (n. 1912)
- 8 octombrie: Serghei Ciaplîghin, 73 ani, matematician rus (n. 1869)
- 18 octombrie: Mihail Nesterov, 80 ani, pictor rus (n. 1862)
- 23 octombrie: Husik Zohrabian, 71 ani, teolog armean, episcop al Bisericii Armene din România (n. 1871)
- 16 noiembrie: Joseph Schmidt, 38 ani, tenor român din Ucraina (n. 1904)
- 19 noiembrie: Bruno Schulz, 50 ani, scriitor și pictor polonez de origine evreiască (n. 1892)
- 24 noiembrie: Ioan Sion, 52 ani, general român (n. 1890)
- 27 noiembrie: Alexandru Cristea, 51 ani, preot, dirijor de cor, compozitor și profesor de muzică din Regatul României (n. 1890)
- 4 decembrie: Artur Enășescu, 53 ani, poet, jurnalist român (n. 1889)
- 16 decembrie: Selma Meerbaum-Eisinger, 18 ani, vorbitoare de limbă germană și victimă a Holocaustului (n. 1924)
- 22 decembrie: Claire Allen, 89 ani, arhitect american (n. 1853)
- 22 decembrie: Gyula Szőreghy, 59 ani, actor maghiar (n. 1883)
- 23 decembrie: Konstantin Balmont, 75 ani, poet rus (n. 1867)
- 25 decembrie: Aurel Stodola (n. Aurel Boreslav Stodola), 83 ani, inginer, fizician și inventator slovac (n. 1859)
- 26 decembrie: Frederic Storck (Frederic Ștefan Storck), 70 ani, sculptor român (n. 1872)

### Nedatate
- decembrie: Emil Gulian, 35 ani, poet și traducător român (n. 1907)
- Ernest Abason, 44 ani, matematician și inginer constructor român de etnie evreiască (n. 1897)
- Laurențiu Bran, 76 ani, preot român greco-catolic, primul traducător român al operelor lui Mihai Eminescu într-o altă limbă (n. 1865)

## Premii Nobel
- Fizică: O treime din premiul în bani a fost alocat Fondului Principal, iar celelalte două treimi au fost alocate Fondului Special aferent acestei categorii;
- Chimie: O treime din premiul în bani a fost alocat Fondului Principal, iar celelalte două treimi au fost alocate Fondului Special aferent acestei categorii;
- Medicină: O treime din premiul în bani a fost alocat Fondului Principal, iar celelalte două treimi au fost alocate Fondului Special aferent acestei categorii;
- Literatură: O treime din premiul în bani a fost alocat Fondului Principal, iar celelalte două treimi au fost alocate Fondului Special aferent acestei categorii;
- Pace: O treime din premiul în bani a fost alocat Fondului Principal, iar celelalte două treimi au fost alocate Fondului Special aferent acestei categorii.